# Fort-Louis
Fort-Louis (Duits: Fortlouis) is een gemeente in het Franse departement Bas-Rhin (regio Grand Est) en telt 279 inwoners (2004). De plaats maakt deel uit van het arrondissement Haguenau-Wissembourg.

## Geografie
De oppervlakte van Fort-Louis bedraagt 12,4 km², de bevolkingsdichtheid is 22,5 inwoners per km².
De onderstaande kaart toont de ligging van Fort-Louis met de belangrijkste infrastructuur en aangrenzende gemeenten.

## Demografie
Onderstaande figuur toont het verloop van het inwonertal (bron: INSEE-tellingen).

## Afbeeldingen

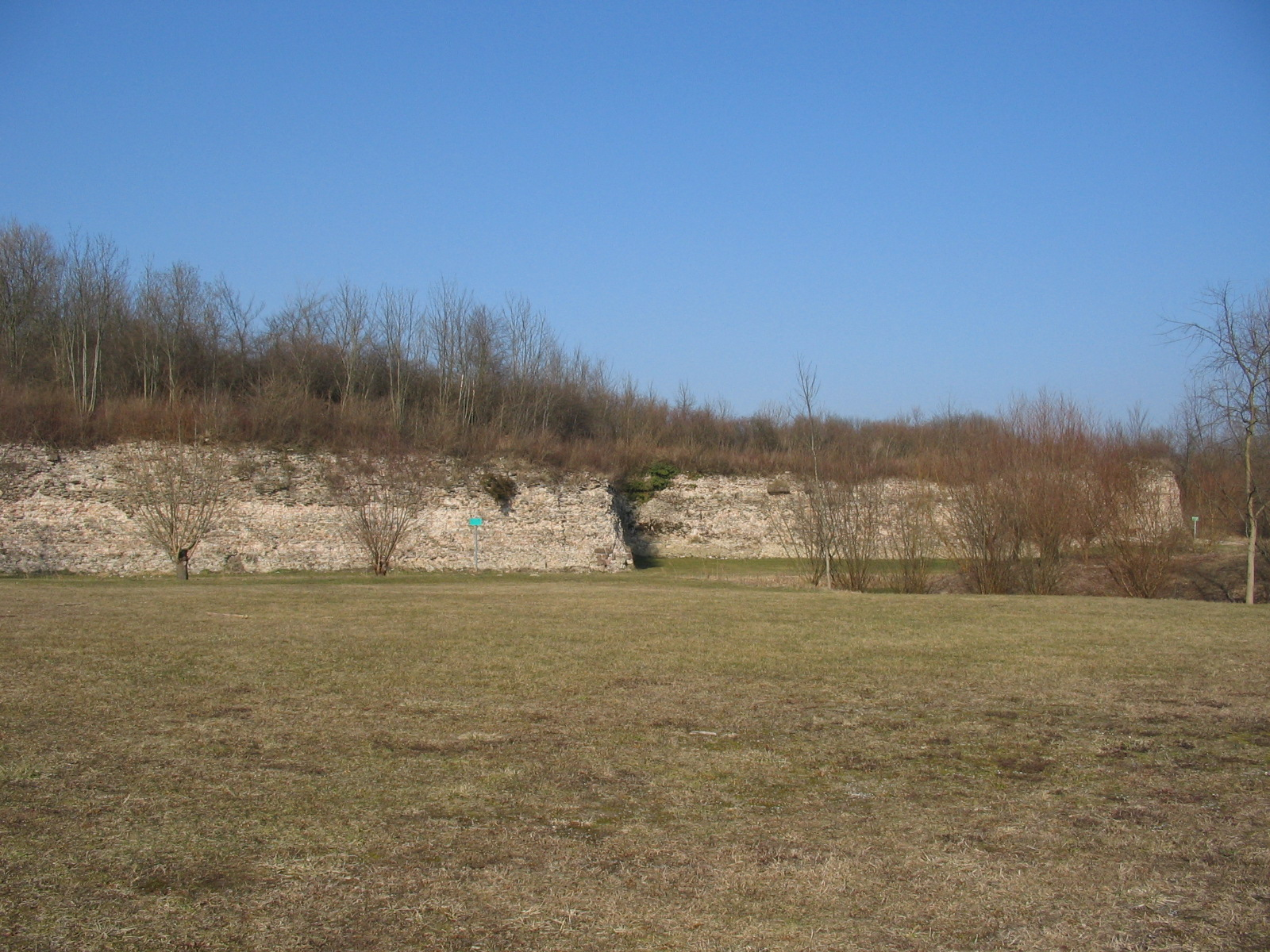
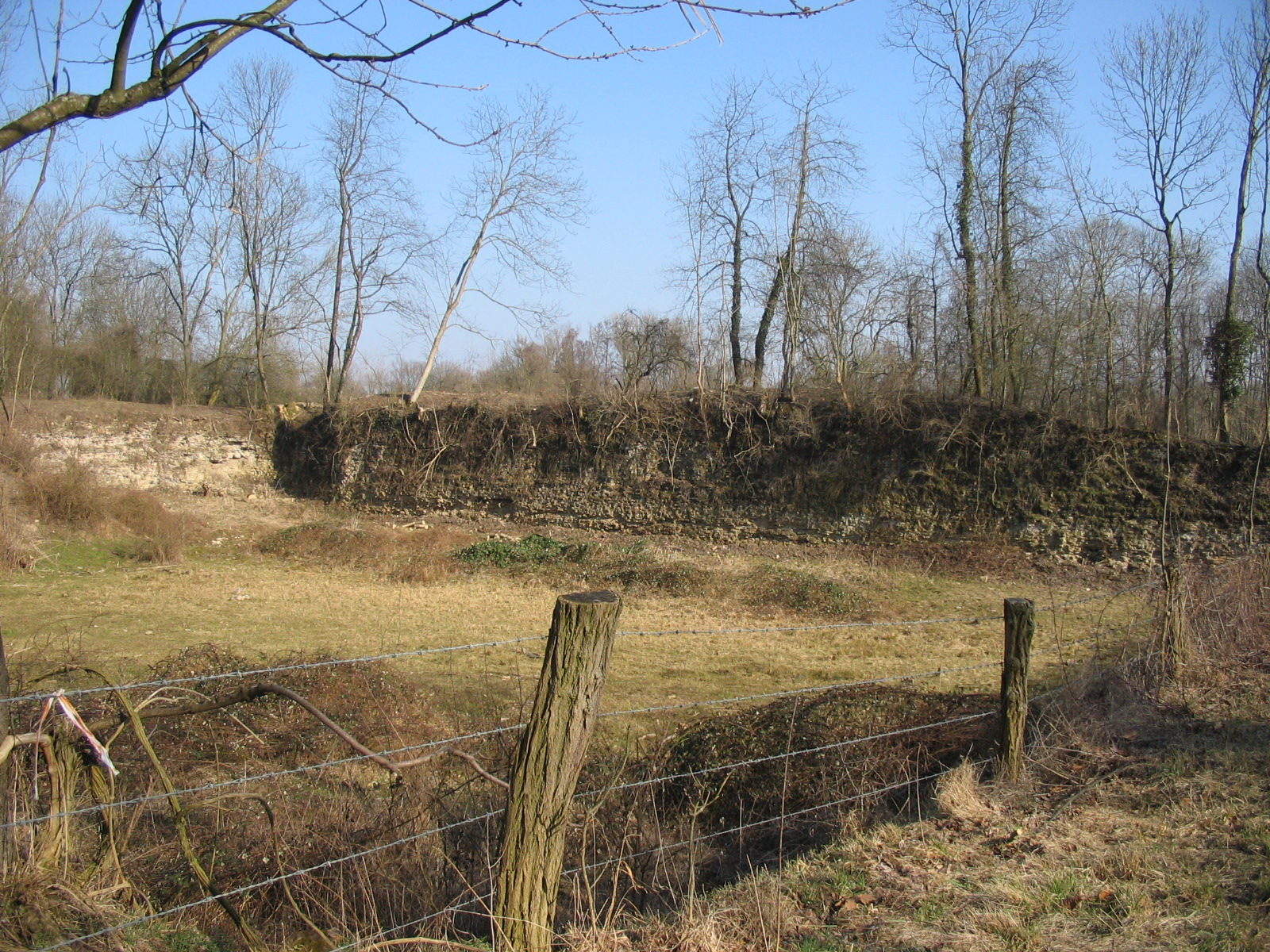